# 团结 (巴斯克)
团结，音译巴塔蘇納，是一个植根于巴斯克的巴斯克民族主義政党，因法院判定该党公费资助埃塔，在2003年被列为恐怖组织。